# 袁本濂
袁本濂，中國清朝官員，直隸阜平（一作恆山）人。袁本濂为例監出身。曾任福建省福州府连江县、泉州府晉江縣知縣。乾隆四年（1739年）調任臺灣府臺灣縣知縣。不久因丁憂去職。